# Савеа, Джулиан
Джулиа́н Саве́а (англ. Julian Savea, родился 7 августа 1990 в Веллингтоне) — новозеландский регбист, выступающий за клуб «Моана Пасифика» и сборную Новой Зеландии на позиции трёхчетвертного. Совладелец рекорда по количеству попыток в рамках одного чемпионата мира (8 попыток на ЧМ-2015).

## Карьера
Джулиан Савеа родился в Веллингтоне в семье выходцев из Самоа.
В 2009 году он начал выступать за команду колледжа Ронготаи и за молодёжный состав «Харрикейнз». В 2009 году дебютировал в составе сборной Новой Зеландии по регби-7.
В 2010 году Савеа попал в состав молодёжной сборной Новой Зеландии, которая отправлялась на чемпионат мира в Аргентину. Там он занёс 8 попыток, чем помог своей сборной завоевать золотые медали. По итогам года IRB признала его лучшим молодым игроком года, а пресса назвала Джулиана новым Джона Лому.
С 2011 года Савеа защищает цвета «Харрикейнз» в Супер Регби. В 2012 году впервые был вызван в состав национальной сборной. 9 июня 2012  Джулиан в дебютном матче сделал хет-трик, занеся три попытки ирландцам.
В 2015 году Савеа вошёл в состав сборной на чемпионат мира в Англии. В матче с Намибией Джулиан заработал две попытки, ещё три — в матче группового раунда с Грузией. В четвертьфинале с французами Савеа сделал ещё один хет-трик, сравнявшись по количеству попыток в рамках одного чемпионата мира с Джона Лому, который в 1999 году также занёс 8 попыток.